# کورتیس ایکس‌اف۱۴سی
کورتیس ایکس‌اف۱۴سی (به انگلیسی: Curtiss_XF14C) یک هواگرد ملخ‌پیشین تک‌موتوره از نوع جنگنده ناونشین ساخت شرکت Curtiss-Wright است. هواگرد کورتیس ایکس‌اف۱۴سی نخستین پروازش را در ژوئیه ۱۹۴۴ میلادی انجام داد. برنامه ساخت این هواگرد در نهایت لغو گردید. در مجموع، تعداد ۱ فروند از این هواگرد ساخته شده‌است.